# Povo Jahai
O povo Jahai é um povo indígena, parte do povo Semang, que habita a península da Malásia e partes da Tailândia.
Jahai é o maior grupo dentro do subgrupo étnico Negrito. Fazem parte dos Orang Asli, que significa "povos nativos" em malaio, e são os mais antigos habitantes da península malaia. Em 2000, foram recenseados 1,244 indivíduos deste povo, número que em 2003 subiu para 1.843.
Originalmente, eram um povo nômade. Após a construção da hidrelétrica Temenggor, na década de 1970, foram alvo de um programa do governo malaio que os tornou um povo semi-nômade.

## Língua jahai
A língua jahai tem destaque na mídia e em estudos científicos por sua capacidade de descrever cheiros de maneira abstrata. Enquanto falantes de línguas de origem europeia como o inglês têm dificuldades de descrever e identificar cheiros, os falantes de jahai possuem palavras que os permitem identificar odores de maneira mais precisa. Termos relacionados a odor em jahai são baseados em qualidades abstratas, e não em fontes específicas.
Em experimento, quando apresentados aos mesmos cheiros, falantes de jahai utilizaram termos abstratos, enquanto falantes de holandês produziram grande diversidade de respostas, utilizando palavras concretas referentes a fonte dos cheiros, situações, avaliação do cheiro (como "wow"), comparações com outras modalidades de sentidos ("afiado", "morno"), entre outras estratégias. Falantes de inglês descrevem cheiros com respostas mais longas e diferente dependendo da pessoa, enquanto falantes de jahai utilizam respostas mais curtas e coerentes com respostas de outros participantes.
| Termos de odor | Tradução aproximada                     | Exemplos de fontes                          | Notas                                                                     |
| -------------- | --------------------------------------- | ------------------------------------------- | ------------------------------------------------------------------------- |
| cŋəs           | 'cheirar comestível, saboroso'          | comida cozida, doces                        |                                                                           |
| crŋir          | 'cheirar assado'                        | comida assada                               |                                                                           |
| harɨm          | 'ser fragrante'                         | várias flores, perfumes, sabonete           | Empréstimo do malaio; significado original em malaio 'fragrante'          |
| ltpɨt          | 'ser fragrante'                         | várias flores, perfumes, urso-gato-asiático |                                                                           |
| haʔɛ̃t          | 'cheirar mal'                           | fezes, carne podre, pasta de camarão        |                                                                           |
| pʔus           | 'ser mofado'                            | moradias antigas, cogumelos, comida velha   |                                                                           |
| cŋɛs           | 'ter um cheiro picante'                 | gasolina, fumaça, excremento de morcego     |                                                                           |
| sʔı̃ŋ           | 'ter cheiro de urina humana'            | urina humana, solo da vila                  |                                                                           |
| haɲcı̃ŋ         | 'ter cheiro parecido com urina'         | urina                                       | Empréstimo do Malaio; significado original em Malaio 'odor fétido, fedor' |
| pʔih, plʔeŋ    | 'ter cheiro de sangue/peixe/carne'      | sangue, peixe cru, carne crua               |                                                                           |
| plʔɛŋ          | 'ter cheiro de sangue que atrai tigres' | piolhos esmagados, sangue de esquilo        |                                                                           |